# Іньїго Егуарас
Іньїго Егуарас (ісп. Íñigo Eguaras, нар. 7 березня 1992, Ансоайн) — іспанський футболіст, півзахисник словенського клубу «Целє». Виступав також за низку іспанських клубів. Володар Кубка Словенії.

## Ігрова кар'єра
Іньїго Егуарас народився 1992 року в місті Ансоайн. Займався в юнацьких командах футбольних клубів «Чантреа» та «Атлетік Більбао». У 2010 році Егуарас розпочав грати у складі команди «Басконія», в якій грав до 2011 року, взявши участь у 31 матчі чемпіонату. З 2011 до 2014 року футболіст грав у складі команди «Більбао Атлетік».
У 2014 році півзахисник перейшов до складу клубу «Сабадель», а з 2015 до 2017 року грав у складі клубу «Мірандес».
У 2017 році Іньїго Егуарас став гравцем клубу «Реал Сарагоса», у складі якого грав до 2022 року. Протягом 2022—2023 років футболіст грав у складі клубу «Альмерія».
З початку 2024 року Егуарас грає у складі словенського клубу «Целє». У складі команди футболіст у сезоні 2023—2024 років став чемпіоном Словенії, а в сезоні 2024—2025 років став володарем Кубка Словенії.

## Титули і досягнення
- Володар Кубка Словенії (1):

«Целє»: 2024–2025